# Zdravotní pojišťovna
Zdravotní pojišťovna (zastarale nemocenská pokladna) je specializovaná zdravotní a finanční instituce, jejímž hlavním úkolem je financování zdravotní péče. Způsob a rozsah provádění zdravotního pojištění je dán platnými právními normami.

## Zdravotní pojišťovny v Československu
Původně šlo o pokladny ke sdílení rizika. Od 50. let 20. století byly financovány zdravotní služby ze státního rozpočtu.

## Zdravotní pojišťovny v ČR
Zřízení zdravotních pojištění je upraveno zákonem č. 551/1991 Sb. o Všeobecné zdravotní pojišťovně ČR, ve znění pozdějších předpisů
a zákonem č. 280/1992 Sb. o resortních, oborových, podnikových a dalších zdravotních pojišťovnách, ve znění pozdějších předpisů.
Veřejně dostupnou analýzu výhod a nevýhod zřízení více zdravotních pojišťoven není po 20 letech jejich existence možno dohledat, má tedy smysl zde postupně vytvořit reálný přiměřený přehled:
Dosud ověřené výhody:
1. Každý občan v produktivním věku má právo si vybrat mezi všemi pojišťovnami, které poskytují různé nadstandardní výhody při preventivních prohlídkách, zdravotní rekreaci i poskytování plateb za nadstandardní zdravotnické výkony.
2. Každá pojišťovna musí udržovat svoji platební schopnost a je tedy částečně zainteresována na omezování svých provozních nákladů i nákladů smluvních zdravotních zařízení s cílem zajistit, aby se vybrané zdravotní pojistné vynakládalo v co největší míře na zdravotní péči o pojištěnce.

Dosud ověřené nevýhody:
1. Kontrola efektivity jednotlivých smluvních zdravotních zařízení, které musí mít smlouvy s více zdravotními pojišťovnami, je velmi složitá, nepřehledná a má omezenou účinnost. Pro každé zdravotní zařízení je obtížnější komunikace s více zdravotními pojišťovnami.
2. Zákonem stanovené vybrané zdravotní pojistné je vynakládáno i na činnosti, které nemají vliv na zdraví pojistníků. Např. náklady na reklamu jednotlivých pojišťoven, náklady na manažery více pojišťoven, údržbu nemovitostí, údržbu a aktualizaci SW produktů zajišťujících obdobné funkce.
3. Databáze, z nichž lze zjistit statistické podklady pro hodnocení funkce zdravotnictví, jsou rozptýlené a nekompatibilní, řízení zdravotnictví je pro ministerstvo výrazně složitější než v případě existence pojišťovny jediné.
4. Všichni zaměstnavatelé mají dražší a složitější komunikaci i platební rutiny, neboť jejich zaměstnanci obvykle nepatří do stejné zdravotní pojišťovny.

## Úhrady v ČR
Zdravotní pojišťovny v České republice hradí:
- výběr zdravotního pojištění od pojištěnců, zaměstnavatelů pojištěnců a českého státu,
- úhradu zdravotní péče podle smluv uzavřených se zdravotnickými zařízeními,
- úhradu nákladů za neodkladné léčení pojištěnců a to jak na území České republiky, tak i v cizině,
- úhradu částek přesahujících limit pro regulační poplatky a doplatky za léčivé přípravky,
- výběr regresů a náhrad v případě cizího zavinění, např. autonehody, pracovní úrazy, poranění a nemoci vzniklé v důsledku trestné činnosti apod.

Mezi úkony, které naopak zdravotní pojišťovna nehradí, popř. hradí jen částečně, pak patří:
- zdravotní kosmetické úpravy,
- umělé přerušení těhotenství,
- vypracování lékařské zprávy pro vydání řidičského průkazu, pro studium apod.,
- stanovení alkoholu v krvi nebo moči.

## Seznam českých zdravotních pojišťoven
Aktuálně (r. 2023) existuje v Česku následujících 7 pojišťoven:
- Česká průmyslová zdravotní pojišťovna
- Oborová zdravotní pojišťovna zaměstnanců bank, pojišťoven a stavebnictví
- RBP, zdravotní pojišťovna
- Vojenská zdravotní pojišťovna České republiky
- Všeobecná zdravotní pojišťovna České republiky
- Zaměstnanecká pojišťovna Škoda
- Zdravotní pojišťovna Ministerstva vnitra

Zdravotní pojišťovna Média 28. března 2011 zanikla z důvodu nesplnění zákonného závazku dosažení minimálního počtu 100 000 pojištěnců a její pojištěnci se automaticky stali klienty VZP.
Zdravotní pojišťovna METAL-ALIANCE byla k 1. 10. 2012 sloučena s Českou průmyslovou zdravotní pojišťovnou, nástupnickou organizací je ČPZP.

### Bývalé zdravotní pojišťovny
Toto je přehled bývalých zdravotních pojišťoven v Česku včetně jejich kódů:
| Kód pojišťovny | Název pojišťovny                                                              |
| -------------- | ----------------------------------------------------------------------------- |
| 202            | Hornická zaměstnanecká zdravotní pojišťovna                                   |
| 203            | GRÁL – Železniční zdravotní pojišťovna                                        |
| 204            | Pojišťovna GARANT-HOSPITAL                                                    |
| 206            | Moravská zdravotní pojišťovna                                                 |
| 208            | Zaměstnanecká zdravotní pojišťovna ATLAS                                      |
| 210            | Zdravotní pokladna škodováků                                                  |
| 212            | Stavební zdravotní pojišťovna STAZPO                                          |
| 214            | Regionální zaměstnanecká zdravotní pojišťovna REZAPO                          |
| 215            | Moravskoslezská zdravotní pojišťovna IMPULS                                   |
| 216            | Zaměstnanecká dopravní a zemědělsko-podnikatelská zdravotní pojišťovna SALVUS |
| 217            | Zdravotní pojišťovna METAL-ALIANCE                                            |
| 218            | Zdravotní pojišťovna CRYSTAL                                                  |
| 219            | Prostějovská zdravotní pojišťovna                                             |
| 220            | Zdravotní pojišťovna PRIMA                                                    |
| 221            | Mendlova zdravotní pojišťovna                                                 |
| 222            | Česká národní zdravotní pojišťovna                                            |
| 223            | Zemědělsko-potravinářská zdravotní pojišťovna                                 |
| 224            | Zdravotní pojišťovna RADIX                                                    |
| 225            | Zdravotní pojišťovna SPORT                                                    |
| 226            | Zdravotní pojišťovna chemie, zdravotnictví a farmacie                         |